# Hieracium coniceps
Hieracium coniceps es una especie de planta con flor del género Hieracium, de la familia Asteraceae, orden Asterales.

## Distribución
Hieracium coniceps se distribuye por Suecia.

## Taxonomía
Fue descrita científicamente por Dahlst. Fue publicada en Dalarn. Hierac. Vulg.: 19 (1923).